# Tallusia vindobonensis
Tallusia vindobonensis is een spinnensoort in de taxonomische indeling van de hangmatspinnen (Linyphiidae).
Het dier behoort tot het geslacht Tallusia. De wetenschappelijke naam van de soort werd voor het eerst geldig gepubliceerd in 1898 door Wladislaus Kulczynski.